# Заслуженный штурман Российской Федерации
«Заслу́женный шту́рман Росси́йской Федера́ции» — почётное звание, входящее в систему государственных наград Российской Федерации.

## Основания для присвоения
Звание «Заслуженный штурман Российской Федерации» присваивается штурманам гражданской авиации за заслуги в освоении современной авиационной техники, применении наиболее совершенных методов самолётовождения, за высокие показатели в воспитании и обучении лётных кадров и безаварийно налетавшим 10 тыс. часов и более.
Почётное звание «Заслуженный штурман Российской Федерации» присваивается при наличии у представленного к награде лица наград (поощрений) федеральных органов государственной власти, других федеральных государственных органов или органов государственной власти субъектов Российской Федерации.

## Порядок присвоения
Почётные звания Российской Федерации присваиваются указами Президента Российской Федерации на основании представлений, внесенных ему по результатам рассмотрения ходатайства о награждении и предложения Комиссии при Президенте Российской Федерации по государственным наградам.

## История звания
Почётное звание «Заслуженный штурман Российской Федерации» установлено Указом Президента Российской Федерации от 30 декабря 1995 года № 1341 «Об установлении почётных званий Российской Федерации, утверждении положений о почётных званиях и описания нагрудного знака к почётным званиям Российской Федерации». Тем же указом утверждено первоначальное Положение о почётном звании, в котором говорилось:
Почётное звание «Заслуженный штурман Российской Федерации» присваивается штурманам I класса гражданской авиации за заслуги в освоении современной авиационной техники, применении наиболее совершенных методов самолётовождения, за высокие показатели в воспитании и обучении лётных кадров, многолетнюю безаварийную летную работу.
В настоящем виде Положение о почётном звании утверждено Указом Президента Российской Федерации от 7 сентября 2010 года № 1099 «О мерах по совершенствованию государственной наградной системы Российской Федерации».

## Нагрудный знак
Нагрудный знак имеет единую для почётных званий Российской Федерации форму и изготавливается из серебра высотой 40 мм и шириной 30 мм. Он имеет форму овального венка, образуемого лавровой и дубовой ветвями. Перекрещенные внизу концы ветвей перевязаны бантом. На верхней части венка располагается Государственный герб Российской Федерации. На лицевой стороне, в центральной части, на венок наложен картуш с надписью — наименованием почётного звания.
На оборотной стороне имеется булавка для прикрепления нагрудного знака к одежде. Нагрудный знак носится на правой стороне груди.